# Michalis Sifakis
Michális Sifákis - em grego: Μιχάλης Σηφάκης (Heraclião, 9 de Setembro de 1984) - é um futebolista profissional grego. Representou seu país na Copa do Mundo de 2010, na África do Sul.